# Baelor
«Baelor» es el noveno episodio de la primera temporada de la serie de televisión de fantasía medieval Juego de tronos, de la cadena HBO. Tiene una duración de 57 minutos y fue transmitido por primera vez el 12 de junio de 2011. Fue escrito por David Benioff y D. B. Weiss y dirigido por Alan Taylor.

## Argumento

### En el campamento Lannister
Lord Tywin (Charles Dance) le dice a Tyrion (Peter Dinklage) durante una cena que él y sus aliados salvajes pelearán en la vanguardia del ejército que comanda. Tyrion no está contento con esta noticia y abandona la mesa. Poco después, llega a su campamento y se encuentra con la prostituta Shae (Sibel Kekilli) que Bronn (Jerome Flynn) halló después de que Tyrion se lo encomendara. Los tres comienzan un juego de preguntas y respuestas íntimas, y Tyrion revela que él había estado casado con una mujer que, junto con Jamie, había rescatado sólo para descubrir más tarde que era una prostituta que había sido contratada por su hermano y su padre. Después de revelarle esto a Tyrion, Tywin le pagó a sus guardias para que tuvieran sexo con ella enfrente de Tyrion. A la mañana siguiente, Tyrion es despertado por Bronn justo cuando el campamento es atacado. Tyrion se pone su armadura y le ordena a las tribus salvajes del Valle que ataquen al adversario, pero estos reaccionan violentamente y lo dejan desmayado en el lugar por accidente.

### En Los Gemelos
El ejército de norteños llega a Los Gemelos, un puente fortificado que es controlado por Lord Walder Frey (David Bradley), un abanderado del padre de Catelyn (Michelle Fairley). Sin embargo, Walder ha cerrado el acceso al puente y rehúsa dejar que las tropas de Stark pasen a través del mismo, por lo cual Catelyn se ve en la necesidad de negociar con Frey de forma personal. Tras un diálogo breve, Walder acepta permitir que los Stark entren a Los Gemelos uniéndose incluso a sus tropas, a cambio de que Robb (Richard Madden) y Arya (Maisie Williams) se casen con dos de sus hijas, lo cual Robb acepta contra su voluntad al ser la única solución.
Después de cruzar el río, Robb divide sus tropas, enviando a un grupo limitado de 2000 hombres al ataque contra los hombres de Tywin mientras él lleva a los 18 000 restantes contra el ejército de Jaime (Nikolaj Coster-Waldau) discretamente. El ejército de Tywin se confunde y cree que ha vencido a las tropas enteras de Invernalia, sólo para enterarse luego del plan de Robb. Mientras tanto, Robb y su ejército regresan con Catelyn trayendo consigo a Jaime como rehén tras conseguir una importante victoria.

### En el Muro
El Lord Comandante Mormont (James Cosmo) le da a Jon (Kit Harington) una espada de acero valyrio llamada Garra, la cual originalmente era de su hijo Ser Jorah (Iain Glen) antes de su exilio, a manera de recompensa por haberle salvado la vida durante el ataque del cadáver reanimado. Sin embargo, Jon se muestra decepcionado cuando Sam (John Bradley) le revela que Robb se halla enfrentándose en una guerra contra los Lannister, sintiendo que él debería estar a su lado para ayudarlo.
El maestre Aemon convoca a Jon para explicarle que la razón por la cual los miembros de la Guardia de la Noche no se casan es porque eso les provocará sentir amor y compasión, lo cual a largo plazo los obligaría a elegir entre su lealtad a su deber o sus seres amados. Aemon sabe muy bien esto, revelándole su verdadera identidad: Aemon Targaryen, el tío del rey loco Aerys Targaryen y pariente de Daenerys (Emilia Clarke), que al final decidió quedarse en el Muro mientras su familia era exiliada o asesinada durante la rebelión de Robert Baratheon. Aemon le aconseja a Jon finalmente que debe elegir entonces entre su promesa hecha a la Guardia de la Noche o su familia.

### Al otro lado del mar Angosto
Khal Drogo (Jason Momoa), convaleciente de una infección causada por una herida que tiene en el pecho, se cae de su caballo. Daenerys lleva a Drogo a su tienda y pide que traigan a Mirri Maz Duur (Mia Soteriou) urgentemente. Una vez que Daenerys le pide que haga cualquier cosa para salvarle la vida a Drogo, los hombres de este último rehúsan recibir la asistencia de una bruja y quieren asesinarla. Mirri le dice a Daenerys que hay un hechizo que involucra sangre, pero insiste que la «muerte es más preferible». Daenerys le ordena que use el hechizo, incluso después de que Mirri le advierte que sólo la muerte puede ser pagada a cambio de la vida. Para llevar a cabo el ritual, Mirri pide que traigan el caballo de Drogo para cortarle la garganta y realizar el hechizo, y luego le ordena a Daenerys que abandonen todos la tienda y no entren ya que la muerte estará presente cuando realice el hechizo. Una vez fuera, uno de los hombres de Drogo decide poner fin al ritual pero es enfrentado por Ser Jorah, quien lo mata. En ese instante, Daenerys comienza a sentirse mal debido a su embarazo. Por lo tanto, Jorah la lleva dentro de la tienda de Drogo para pedirle a Mirri que la ayude en las labores de parto.

### En Desembarco del Rey
Varys (Conleth Hill) visita a Ned (Sean Bean) para aconsejarle que ponga fin a la guerra entre los Stark y los Lannister. Para ello, debe confesar sus crímenes ante el rey Joffrey Baratheon (Jack Gleeson) y jurarle lealtad, así como a la reina regente Cersei (Lena Headey), quienes a cambio le dejarán con vida exiliándolo a servir en la Guardia de la Noche. Ned rehúsa pero al final toma una decisión después de que Varys le dice que la vida de Sansa también correría peligro si no hace lo anterior.
Arya, quien ha estado viviendo en las calles de Desembarco como una mendiga desde que escapó de los Lannister, se entera de que una multitud se ha conglomerado en el Gran Septo de Baelor, donde descubre que su padre será juzgado ante los dioses. Sansa, Cersei, Joffrey y el consejo privado del rey se hallan ahí para escuchar la confesión de los crímenes de Ned, así como su lealtad a Joffrey enfrente de toda la multitud, la cual en su gran mayoría lo abuchea e incluso le arroja piedras. Satisfechas, Sansa y Cersei le piden a Joffrey que deje libre a Ned como se acordó, pero el joven repentinamente rompe su promesa y ordena a sus hombres que decapiten a Ned. Arya intenta rescatar a su padre pero es detenida entre la multitud por Yoren (Francis Magee) quien evita que la joven vea la ejecución de su padre, quien al final del episodio es decapitado ante la mirada de la multitud y de su hija Sansa.